# Salamandra salamandra terrestris
Salamandra salamandra terrestris is een salamander uit de familie echte salamanders (Salamandridae). Het is een ondersoort van de vuursalamander (Salamandra salamandra).
De salamander heeft een groot verspreidingsgebied en komt voor in het westen en centrale deel van Noord-Europa. Het is de enige ondersoort van de vuursalamander die in Nederland en België voorkomt.
Salamandra salamandra terrestris lijkt sterk op een andere ondersoort, Salamandra salamandra salamandra. Deze twee ondersoorten overlappen elkaar qua verspreidingsgebied in het Rijn-Main-Gebied.